# 古多爾嶺
71°2′S 66°50′E / 71.033°S 66.833°E
古多爾嶺（英語：Goodall Ridge）是南極洲的山嶺，位於麥克羅伯特森地，屬於查爾斯王子山脈的一部分，根據澳大利亞探險隊拍攝的空中照片繪入地圖，現時由南極條約體系管理。